# 托嫩戈
托嫩戈（義大利語：Tonengo），是意大利阿斯蒂省的一个市镇。总面积5.54平方公里，人口198人，人口密度35.7人/平方公里（2009年）。ISTAT代码为005110。